# Bisdom Carapeguá

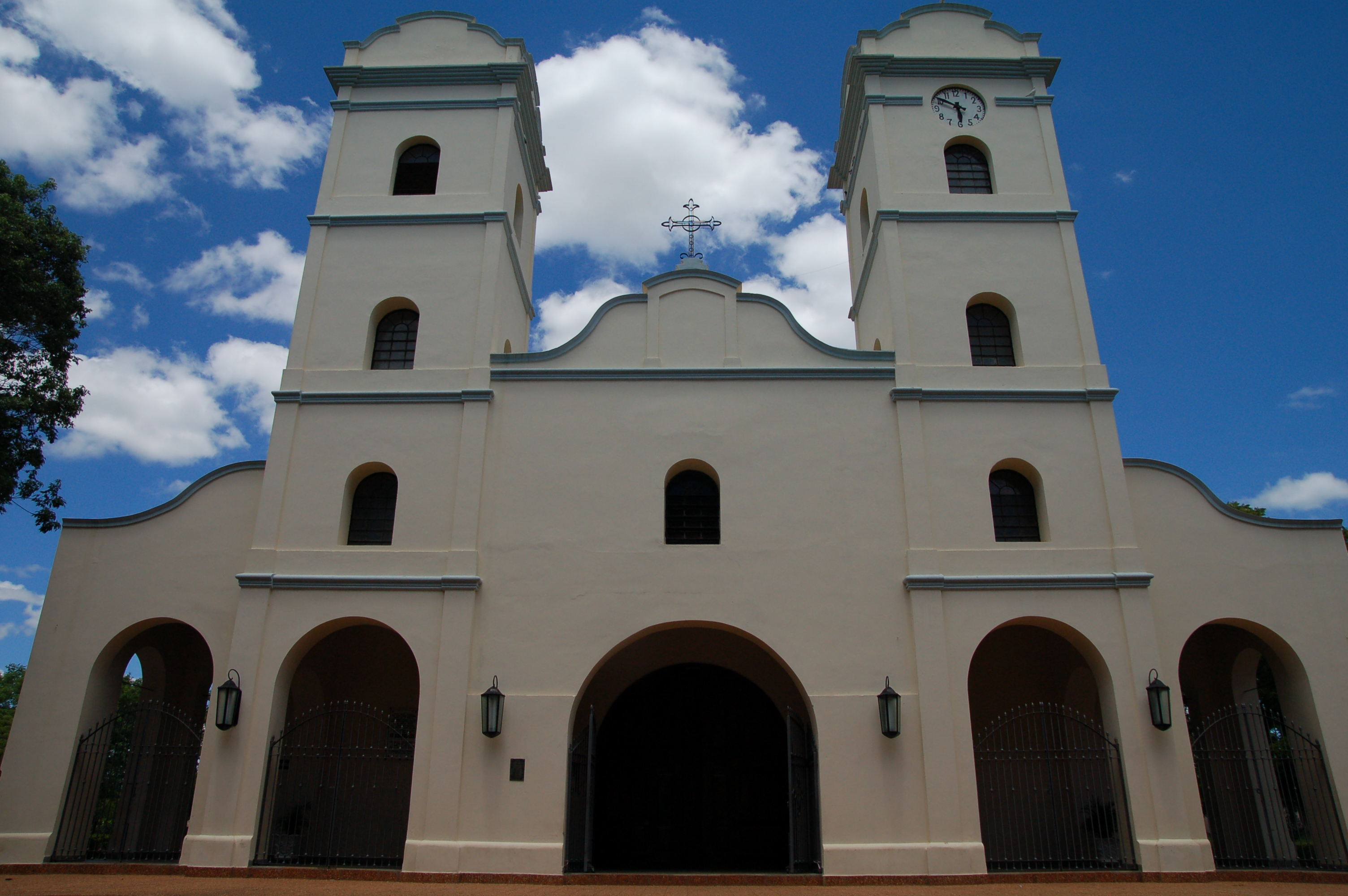
De kathedraal van Carapeguá

Het bisdom binnen Paraguay

Het bisdom Carapeguá (Latijn: Dioecesis Carapeguana) is een rooms-katholiek bisdom met als zetel Carapeguá in Paraguay. Het bisdom is suffragaan aan het aartsbisdom Asunción. Het bisdom werd opgericht in 1978.
In 2019 telde het bisdom 18 parochies. Het bisdom heeft een oppervlakte van 8.705 km² en telde in 2019 261.000 inwoners waarvan 89,4% rooms-katholiek was. 

## Bisschoppen
- Angel Nicolás Acha Duarte (1978-1982)
- Celso Yegros Estigarribia (1983-2010)
- Joaquín Hermes Robledo Romero (2010-2015)
- Celestino Ocampo Gaona (2018-)